# Finland op het Eurovisiesongfestival 2016

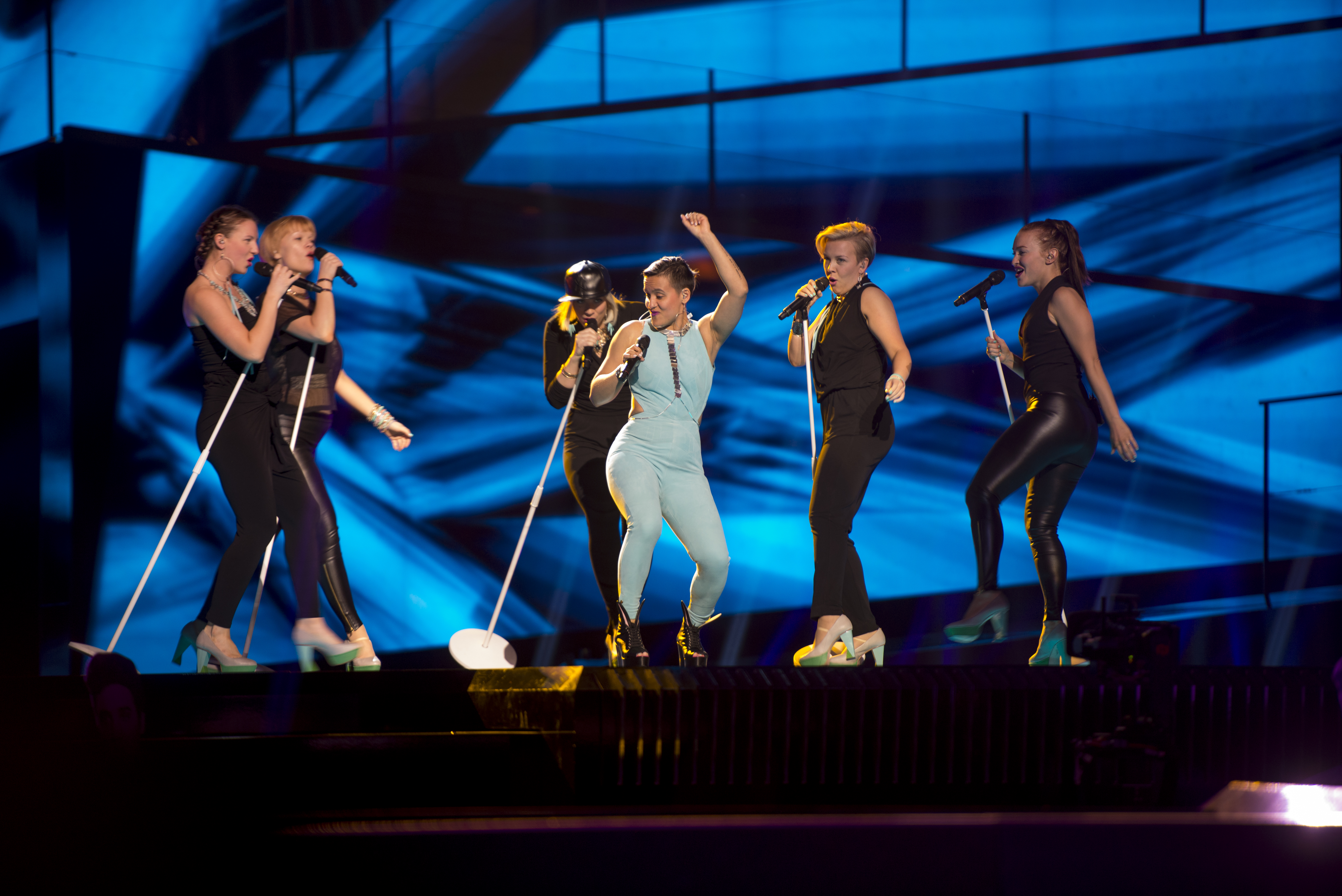
Sandhja werd uitgeschakeld in de eerste halve finale

Finland nam deel aan het Eurovisiesongfestival 2016 in Stockholm, Zweden. Het was de 50ste deelname van het land op het Eurovisiesongfestival. Yle was verantwoordelijk voor de Finse bijdrage voor de editie van 2016.

## Selectieprocedure
Op 26 mei 2015, amper één week na afloop van het Eurovisiesongfestival 2015, maakte de Finse openbare omroep bekend te zullen deelnemen aan de komende editie van het Eurovisiesongfestival. Uuden Musiikin Kilpailu zou opnieuw dienstdoen als nationale voorronde. Yle gaf componisten en tekstschrijvers van 1 tot 8 september de tijd om inzendingen naar de omroep te sturen. Artiesten moesten over de Finse nationaliteit beschikken; bij de tekstschrijvers diende minstens één ervan Fins te zijn.
Er streden achttien acts voor het Finse ticket naar Wenen, even veel als een jaar eerder. Er werden drie halve finales georganiseerd, waarin telkens zes artiesten het tegen elkaar opnamen. De televoters mochten telkens autonoom beslissen welke drie artiesten door mochten naar de finale. Stemmen was mogelijk zowel voor als tijdens de show. In de grote finale traden negen artiesten aan. Hier stonden een jury en de televoters elk in voor de helft van de punten. 
Op 12 januari 2016 werden de namen van de deelnemende artiesten vrijgegeven. Roope Salminen presenteerde net als in 2015 alle shows. Hij werd daarin bijgestaan door Krista Siegfrids. Door diens deelname aan Melodifestivalen 2016 werd zij voor de tweede halve finale evenwel vervangen door Rakel Liekki. Uiteindelijk werd Uuden Musiikin Kilpailu 2016 gewonnen door Sandhja.

## Uuden Musiikin Kilpailu 2016

### Eerste halve finale
6 februari 2016
| Plaats | Artiest          | Lied                    | Stemmen |
| ------ | ---------------- | ----------------------- | ------- |
| 1      | Saara Aalto      | No fear                 | 35 %    |
| 3      | Stella Christine | Ain't got time for boys | 21 %    |
| 4      | Eini             | Draamaa                 | 18 %    |
| 6      | Pää-Äijät        | Shamppanjataivas        | 11 %    |
| 5      | Clemso           | Thief                   | 8 %     |
| 2      | Mikko Herranen   | Evil tone               | 7 %     |

### Tweede halve finale
13 februari 2016
| Plaats | Artiest                   | Lied               | Stemmen |
| ------ | ------------------------- | ------------------ | ------- |
| 1      | Mikael Saari              | On it goes         | 25 %    |
| 2      | Annica Milán & Kimmo Blom | Good enough        | 22 %    |
| 3      | Cristal Snow              | Love is blind      | 22 %    |
| 4      | Rafaela Truda             | Rise up            | 13 %    |
| 5      | Ylona                     | Blazing fire       | 13 %    |
| 6      | Attention 2               | Ready for the show | 5 %     |

### Derde halve finale
20 februari 2016
| Plaats | Artiest               | Lied                       | Stemmen |
| ------ | --------------------- | -------------------------- | ------- |
| 1      | Sandhja               | Sing it away               | 28 %    |
| 2      | Tuuli Okkonen         | Don't wake me up           | 24 %    |
| 3      | Barbe-Q-Barbies       | Let me out                 | 24 %    |
| 4      | Gušani Brothers       | Poom poom                  | 10 %    |
| 5      | Pietarin Spektaakkeli | Liian kuuma                | 9 %     |
| 6      | Lieminen              | Pehmeiden arvojen vaalijat | 5 %     |

### Finale
27 februari 2016
| Plaats | Artiest                   | Lied                    | Jury | Publiek | Totaal |
| ------ | ------------------------- | ----------------------- | ---- | ------- | ------ |
| 1      | Sandhja                   | Sing it away            | 98   | 62      | 160    |
| 2      | Saara Aalto               | No fear                 | 67   | 87      | 154    |
| 3      | Mikael Saari              | On it goes              | 72   | 79      | 151    |
| 4      | Barbe-Q-Barbies           | Let me out              | 46   | 39      | 85     |
| 5      | Annica Milán & Kimmo Blom | Good enough             | 35   | 46      | 81     |
| 6      | Cristal Snow              | Love is blind           | 41   | 39      | 80     |
| 7      | Eini                      | Draamaa                 | 32   | 29      | 61     |
| 8      | Stella Christine          | Ain't got time for boys | 19   | 28      | 47     |
| 9      | Tuuli Okkonen             | Don't wake me up        | 20   | 21      | 41     |

## In Stockholm
Finland trad in de eerste halve finale op dinsdag 10 mei 2016 aan. Sandhja opende de show van achttien acts, gevolgd door Argo uit Griekenland. Finland wist zich niet te plaatsen voor de finale.